# Аксонгор ил Бурсуги
Аксонгор ил Бурсуки († 1126) је био војсковођа Селџука, атабег Мосула (1113-1115 и 1121-1124) и Алепа (1125 и 1126).
Године 1124. јерусалимски краљ Балдуин II Јерусалимски, у савезу са Ридваном од Алепа и Дабаијем, вођом бедуина, опсео је Алепо. Наследник емира Белека, Тимурташ ибн Илгази већ није био у њему. Град је почео гладовати тако да су становници почели јести псе и мртве људе. Сада се Алепо нашао у неприлици тражећи новог заштитника. Неко се сетио атабега из Мосула, турског војсковође Аксонгора ил Бурсугија. До тада он није имао неких посебних успеха у борбама, али се толико обрадовао чувши да му се Алепо нуди да је одмах устао из постеље у којој је боловао од неке болести. Чувши да се Бурсуги приближава, крсташи и бедуини су се повукли, тако да је атабег Мосула могао тријумфално да уђе у Алепо.
Аксонгор ил Бурсуги је постао атабег Алепа 1125. године. У савезу са Тугтигином, водио је са Балдуином је водио две битке, код Азаза (13. јуна 1125. године) и Сагабе (25. јануара 1126. године). Оба пута је Балдуин успео да порази удружене муслиманске снаге. Дана 26. новембра 1126. године Бурсуги је погинуо у атентату када га је ликвидирао неки од асасина. Његова смрт је отворила пут војсковођи којег су муслимани толико тражили. Након кратке владавине мамелука Џавалија Мосул преузима Имам ед Дин Зенги.